# Argis
Argis és un municipi francès situat al departament de l'Ain i a la regió d'Alvèrnia-Roine-Alps. L'any 2007 tenia 421 habitants.

## Demografia

### Població
El 2007 la població de fet d'Argis era de 421 persones. Hi havia 184 famílies de les quals 60 eren unipersonals (36 homes vivint sols i 24 dones vivint soles), 52 parelles sense fills, 44 parelles amb fills i 28 famílies monoparentals amb fills.
La població ha evolucionat segons el següent gràfic:
Habitants censats

### Habitatges
El 2007 hi havia 331 habitatges, 190 eren l'habitatge principal de la família, 75 eren segones residències i 66 estaven desocupats. 272 eren cases i 49 eren apartaments. Dels 190 habitatges principals, 143 estaven ocupats pels seus propietaris, 41 estaven llogats i ocupats pels llogaters i 6 estaven cedits a títol gratuït; 22 tenien dues cambres, 37 en tenien tres, 61 en tenien quatre i 71 en tenien cinc o més. 118 habitatges disposaven pel capbaix d'una plaça de pàrquing. A 88 habitatges hi havia un automòbil i a 74 n'hi havia dos o més.

### Piràmide de població
La piràmide de població per edats i sexe el 2009 era:
| Homes | Edats   | Dones |
| ----- | ------- | ----- |
| 0     | 95 o +  | 0     |
| 0     | 90 a 94 | 0     |
| 4     | 85 a 89 | 0     |
| 0     | 80 a 84 | 8     |
| 12    | 75 a 79 | 16    |
| 8     | 70 a 74 | 12    |
| 12    | 65 a 69 | 8     |
| 8     | 60 a 64 | 12    |
| 8     | 55 a 59 | 12    |
| 12    | 50 a 54 | 16    |
| 16    | 45 a 49 | 16    |
| 12    | 40 a 44 | 4     |
| 16    | 35 a 39 | 12    |
| 8     | 30 a 34 | 16    |
| 12    | 25 a 29 | 4     |
| 16    | 20 a 24 | 8     |
| 0     | 15 a 19 | 24    |
| 24    | 10 a 14 | 12    |
| 4     | 5 a 9   | 12    |
| 8     | 0 a 4   | 8     |

## Economia
El 2007 la població en edat de treballar era de 260 persones, 175 eren actives i 85 eren inactives. De les 175 persones actives 159 estaven ocupades (90 homes i 69 dones) i 17 estaven aturades (6 homes i 11 dones). De les 85 persones inactives 35 estaven jubilades, 17 estaven estudiant i 33 estaven classificades com a «altres inactius».

### Ingressos
El 2009 a Argis hi havia 201 unitats fiscals que integraven 430 persones, la mediana anual d'ingressos fiscals per persona era de 16.557 €.

### Activitats econòmiques
Dels 12 establiments que hi havia el 2007, 4 eren d'empreses de construcció, 1 d'una empresa de comerç i reparació d'automòbils, 2 d'empreses d'hostatgeria i restauració, 1 d'una empresa d'informació i comunicació, 1 d'una empresa immobiliària, 2 d'empreses de serveis i 1 d'una empresa classificada com a «altres activitats de serveis».
Dels 6 establiments de servei als particulars que hi havia el 2009, 1 era una funerària, 1 paleta, 1 guixaire pintor, 1 lampisteria i 2 restaurants.

## Equipaments sanitaris i escolars
El 2009 hi havia una escola elemental.

## Poblacions més properes
El següent diagrama mostra les poblacions més properes.